# Mittlere Strahlungstemperatur
An der Oberfläche des menschlichen Körpers (Haut/Kleidung) absorbierte/emittierte elektro-magnetische Strahlung äußert sich in einer unmittelbaren Änderung der Temperaturen an den Grenzflächen zwischen Organismus und Umwelt. Sie beeinflusst die thermische Energie und somit die Wärmebilanz des homoiothermen menschlichen Organismus. Die mittlere Strahlungstemperatur {\textstyle T_{\mathrm {mrt} }} fasst die räumlich und spektral differierenden thermischen Wirkungen in einer einzigen Umweltvariablen zusammen. Dieses Konzept erleichtert ganz wesentlich eine konsistente, die aktive und passive Thermoregulation berücksichtigende Modellierung der Energiebilanz des Menschen abhängig von Umweltvariablen. Neben Lufttemperatur, Luftfeuchte und Windgeschwindigkeit ist {\textstyle T_{\mathrm {mrt} }} die vierte umweltbezogene und komplexeste der Eingangsgrößen für solche Energiebilanzmodelle. Sie sind Basis verschiedener Äquivalenttemperaturen wie besonders des universellen thermischen Klima-Index (UTCI), der gefühlten Temperatur (GT), der physiologischen äquivalenten Temperatur (PET) und der rationale Standard Effektiv Temperatur (SET*), die die thermische Wirkung der Umgebung auf den Organismus thermophysiologisch gerecht bewerten.

## Definition
Die mittlere Strahlungstemperatur {\textstyle T_{\mathrm {mrt} }} ist in Bezug auf eine Person gegebener Körperhaltung (stehend, sitzend, Ausrichtung zur Sonne) und gegebenem kurz- und langwelligen Absorptionsvermögen von Haut/Kleidung definiert als „die einheitliche Temperatur einer ideal schwarz strahlenden Umschließungsfläche, die an der Oberfläche der Person zu dem gleichen Gewinn/Verlust an Wärme durch Strahlung {\textstyle {\mathit {\Phi }}_{\mathrm {e,p} }} führen würde wie in der aktuellen, komplex strukturierten Strahlungsumgebung“.

## Grundlagen der Berechnung
Unter Anwendung des Stefan-Boltzmann-Gesetzes ist der Nettostrahlungsfluss {\textstyle {\mathit {\Phi }}_{\mathrm {e,p} }} zwischen einer Person (p) und ihrer Umgebung entsprechend dieser Definition:
{\displaystyle {\mathit {\Phi }}_{\mathrm {e,p} }=A_{\mathrm {eff} }\cdot \mathrm {\sigma _{SB}} \cdot \mathrm {\varepsilon } _{\mathrm {p} }\cdot \left(T_{\mathrm {mrt} }^{4}-T_{\mathrm {cl} }^{4}\right)}{\textstyle A_{\mathrm {eff} }=\mathrm {f} _{\mathrm {eff} }\cdot A_{\mathrm {Dubois} }} ist die strahlungswirksame Oberfläche der Person. Sie berücksichtigt mit {\textstyle \mathrm {f} _{\mathrm {eff} }=0{,}72}, dass nur Teile der Gesamtoberfläche {\textstyle A_{\mathrm {Dubois} }} des Menschen im Strahlungsaustausch mit der Umwelt stehen, da sich z. B. die Innenseiten der Oberarme und der Körperstamm teilweise überdecken. {\textstyle \mathrm {\varepsilon } _{\mathrm {p} }=0{,}97} ist der Emissionsgrad von Haut/Kleidung, {\textstyle \mathrm {\sigma } _{\mathrm {SB} }=5{,}67\cdot 10^{-8}\ \mathrm {W} /(\mathrm {m^{2}K^{4}} )} die Stefan-Boltzmann-Konstante und {\textstyle T_{\mathrm {cl} }} die Temperatur der Oberfläche (Haut/Kleidung).
Mit den aktuellen Strahlungsflüssen, die aus der Umwelt die menschliche Oberfläche erreichen und dort durch Absorption in Wärme umgewandelt werden, ist {\textstyle {\mathit {\Phi }}_{\mathrm {e,p} }} gegeben durch:
{\displaystyle {\mathit {\Phi }}_{\mathrm {e,p} }=\mathrm {\varepsilon } _{\mathrm {p} }\cdot {\Bigl (}\int _{\Omega }^{}\int _{\lambda }^{}\int _{A_{\text{eff}}}^{}\alpha _{ir,\lambda }\cdot L({{\mathit {\mathit {\Omega }}},{\mathit {\lambda )}}}\cdot \cos {(\theta )}\cdot \mathrm {d} {A_{\text{eff}}}\cdot \mathrm {d} {\mathit {\lambda }}\cdot \mathrm {d} {\mathit {\Omega }}\cdot \Omega _{0}{\Bigr )}-(A_{\text{eff}}\cdot \varepsilon _{\mathrm {p} }\cdot \mathrm {\sigma } _{\mathrm {SB} }\cdot T_{\mathrm {cl} }^{4})}
{\textstyle \alpha _{\mathrm {ir} ,\mathrm {\lambda } }} ist der spektral ({\displaystyle {\mathit {\lambda }}}) abhängige Absorptionsgrad eines Körpers für elektromagnetische Strahlung. {\displaystyle L({\mathit {\Omega ,\lambda }})} ist die auf den Körper einfallende spektrale Strahldichte pro Flächeneinheit und Raumwinkel {\displaystyle {\mathit {\Omega }}}. {\displaystyle \Omega _{0}=1\ \mathrm {sr} =1/{r}^{2}} ist der Einheitsraumwinkel, der gesehen von der Mitte einer Kugel mit Radius r eine Kugelkalotte der Fläche r2 ausschneidet. Die Richtung von {\displaystyle {\mathit {\Omega }}} und {\displaystyle \mathrm {d} A_{\text{eff}}} kann auch durch Kugelkoordinaten mit Zenitwinkel {\displaystyle \theta } (0 = Zenit, π/2 =Horizont und = π = Nadir) sowie Azimutwinkel {\displaystyle \varphi } (0 = Nord, π/2 = Ost, π = Süd) beschrieben werden. Umgestellt auf Kugelkoordinaten mit {\displaystyle \mathrm {d} {\mathit {\Omega }}=\sin(\theta )\cdot \mathrm {d} \theta \cdot \mathrm {d} \varphi } folgt damit aus den vorstehenden Gleichungen:
{\displaystyle T_{\mathrm {mrt} }={\Bigl (}{\frac {1}{\mathrm {\sigma } _{\mathrm {SB} }}}\cdot \int _{\varphi =0}^{\varphi ={2\pi }}\int _{\theta ={0}}^{{\theta =}{\mathrm {\pi } }}\int _{\lambda }^{}{\frac {\alpha _{\mathrm {ir,\lambda } }}{\varepsilon _{\mathrm {p} }}}\cdot L_{\Omega }{\bigl (}{\theta ,\varphi ,\lambda }{\bigr )}\cdot f_{\mathrm {p} }{\bigl (}{\theta ,\varphi }{\bigr )}\cdot \cos(\theta )\cdot \sin(\theta )\cdot \mathrm {d} {\lambda }\cdot \mathrm {d} {\theta }\cdot \mathrm {d} {\varphi }\cdot {\Omega _{0}}{\Bigr )}^{0{,}25}}
{\textstyle f_{\mathrm {p} }=A_{\mathrm {p} }({\theta ,\varphi })/A_{\text{eff}}} ist der auf {\displaystyle A_{\text{eff}}} normierte Flächenprojektionsfaktor. Dabei ist {\textstyle A_{\mathrm {p} }({\theta ,\varphi })} die Projektionsfläche der Person auf eine zur Einfallsrichtung {\textstyle ({\theta ,\varphi })} normale Fläche und führt nach fotometrischem Grundgesetz zum Sichtfaktor {\textstyle F_{{\mathrm {p} -}(\theta ,\varphi )}} des Körpers aus der gegebenen Raumrichtung:
{\displaystyle F_{{\mathrm {p} -}(\theta ,\varphi )}=f_{\mathrm {p} }\cdot \cos(\theta )\cdot \Omega _{0}/\mathrm {\pi } =f_{\mathrm {p} }\cdot \cos(\theta )\cdot \Omega _{0}/(\mathrm {\pi } \cdot r^{2})}
{\textstyle f_{\mathrm {p} }} ist damit eine Funktion von Körperhaltung und Raumrichtung des einfallenden Strahls. Bei Zerlegung des Strahls in seine Komponenten aus Zenit- {\textstyle \theta } und Azimut-Richtung {\textstyle \varphi } ergibt die Wichtung mit {\textstyle \cos(\theta )}den Strahlungsanteil, der die normierte Fläche erreicht.
{\textstyle T_{\mathrm {mrt} }} ist damit unabhängig von {\textstyle T_{\mathrm {cl} }} und somit eine reine Umweltvariable.

## Berechnung aus Messwerten

### Aktive Strahlungsmessungen
Aus vorstehender Gleichung folgt für die praktische Anwendung:
Da im kurzwelligen (sw) elektro-magnetischen Spektralbereich {\textstyle (0{,}28\ \mathrm {\mu } \mathrm {m} \leqq \lambda \leqq 3\ \mathrm {\mu } \mathrm {m} )}, der solaren Ursprungs ist, der Absorptionsgrad {\textstyle \alpha _{\mathrm {ir} ,\mathrm {\lambda } }} konstant {\textstyle \alpha _{\mathrm {ir} ,\mathrm {sw} }=0{,}70} ist und da im langwelligen Spektralbereich {\textstyle (3\ \mathrm {\mu } \mathrm {m} <\lambda \leqq 100\ \mathrm {\mu } \mathrm {m} )}, der terrestrischen Ursprungs ist, {\textstyle \alpha _{\mathrm {ir} ,\mathrm {\lambda } }} ebenfalls konstant, jedoch gleich dem Emissionsgrad der Körperoberfläche {\textstyle \varepsilon _{\mathrm {p} }=0{,}97} ist, können spektral integrierende Instrumente für die Messung eingesetzt werden:
- Im kurzwelligen sind dies Pyranometer und für den direkten Anteil {\textstyle E_{\mathrm {I} }} darin das Pyrheliometer;
- Im langwelligen sind es Pyrgeometer.

Wenn die Pyranometer horizontal ausgerichtet werden, ist das Messergebnis unabhängig vom Azimut der Sonne. Damit sind jeweils die Bestrahlungsstärken aus dem oberen Halbraum (Atmosphäre, {\textstyle 0\leq \theta \leq \mathrm {\pi } /2} ) und dem unteren Halbraum (Erdoberfläche, {\displaystyle \mathrm {\pi } /2\leq \theta \leq \mathrm {\pi } }) getrennt zu erfassen.
Die Lösung der Integrale in der Gleichung für {\textstyle T_{\mathrm {mrt} }} erleichtert sich erheblich, wenn für jeden Halbraum getrennt wird zwischen isotropen und gerichteten (anisotropen) Strahlungskomponenten.

#### Isotropie
Bei Isotropie ist die Strahldichte {\textstyle L_{\Omega }({\theta ,\varphi })} aus allen Richtungen des Halbraums identisch, {\textstyle L_{\Omega }} kann damit vor das Integral gezogen werden. Da der Körper der Person symmetrisch, {\textstyle A_{\mathrm {p} }} für entgegengesetzte Einfallsrichtungen identisch und die Summe aller Sichtfaktoren eins ist, sind die verbleibenden Integrale für den Halbraum identisch 0,5. Die isotrop aus dem Halbraum einfallende Bestrahlungsstärke ist dann {\textstyle 0{,}5\cdot \mathrm {\pi } \cdot L_{\Omega }} und unabhängig von der Körperhaltung. Die Multiplikation mit {\textstyle \alpha _{\mathrm {ir} ,\mathrm {\lambda } }}ergibt den absorbierten Strahlungsanteil, der in Wärme umgesetzt wird.
Der diffuse kurzwellige Anteil {\textstyle E_{\mathrm {D} }\ \mathrm {W} /\mathrm {m} ^{2}} entsteht durch Streuung an Molekülen der Atmosphäre sowie an Aerosolen und Wolkenpartikeln. Unter bedecktem Himmel ist die diffuse solare Bestrahlungsstärke vollständig isotrop, unter wolkenlosem oder gering bewölktem Himmel enthält {\textstyle E_{\mathrm {D} }} jedoch einen signifikanten zirkum-solaren Anteil {\textstyle f_{\mathrm {cs} }}, der als weitgehend anisotrop zu behandeln ist und abgezogen werden muss (siehe Abschnitt Anisotropie).
Die Erdoberfläche reflektiert im solaren Spektrum i. a. entsprechend dem Lambertschen Gesetz. Die aus dem unteren Halbraum einfallende reflektierte kurzwellige Strahlung {\textstyle E_{\mathrm {R} }} ist deshalb in guter Näherung isotrop. Weitgehend spiegelnde Flächen sind für die Anwendungspraxis bedeutungslos.
Im langwelligen Bereich sind die Weglängen zwischen den stark absorbierenden Gasen der Atmosphäre ‑ besonders Wasserdampf ‑ so gering, dass die atmosphärische Gegenstrahlung {\textstyle E_{\mathrm {A} }}isotrop ist. Der Erdboden ist im Langwelligen ein nahezu schwarzer Strahler und die langwellige Bestrahlungsstärke {\textstyle E_{\mathrm {E} }} aus dem unteren Halbraum damit isotrop.

#### Anisotropie
Im Kurzwelligen ist die direkte Bestrahlungsstärke {\textstyle E_{\mathrm {I} }} (bezogen auf eine zum einfallenden Strahl normale Empfangsfläche) per Definitionem gerichtet und kommt ohne Streuung in der Atmosphäre direkt von der Sonnenscheibe, die einen Raumwinkel von nur ca. 0,00024 sr aufweist.
Der zirkum-solare Anteil {\textstyle f_{\mathrm {cs} }} in {\textstyle E_{\mathrm {D} }} (Raumwinkel ca. 0,034 sr) entsteht aus dem starken Vorwärtspeak bei Mie-Streuung an Aerosolen. Operationell gemessen ist {\textstyle f_{\mathrm {cs} }} nicht verfügbar. {\textstyle f_{\mathrm {cs} }}muss deshalb als Funktion von Sonnenhöhe {\textstyle \gamma _{\mathrm {s} }} (Grad), kurzwelliger Globalstrahlung {\textstyle E_{\mathrm {G} }} sowie von {\textstyle E_{\mathrm {D} }} modelliert werden.

#### Berechnungsformeln
Als Funktion der in der Meteorologie gebräuchlichen Strahlungsmessungen gilt dann:

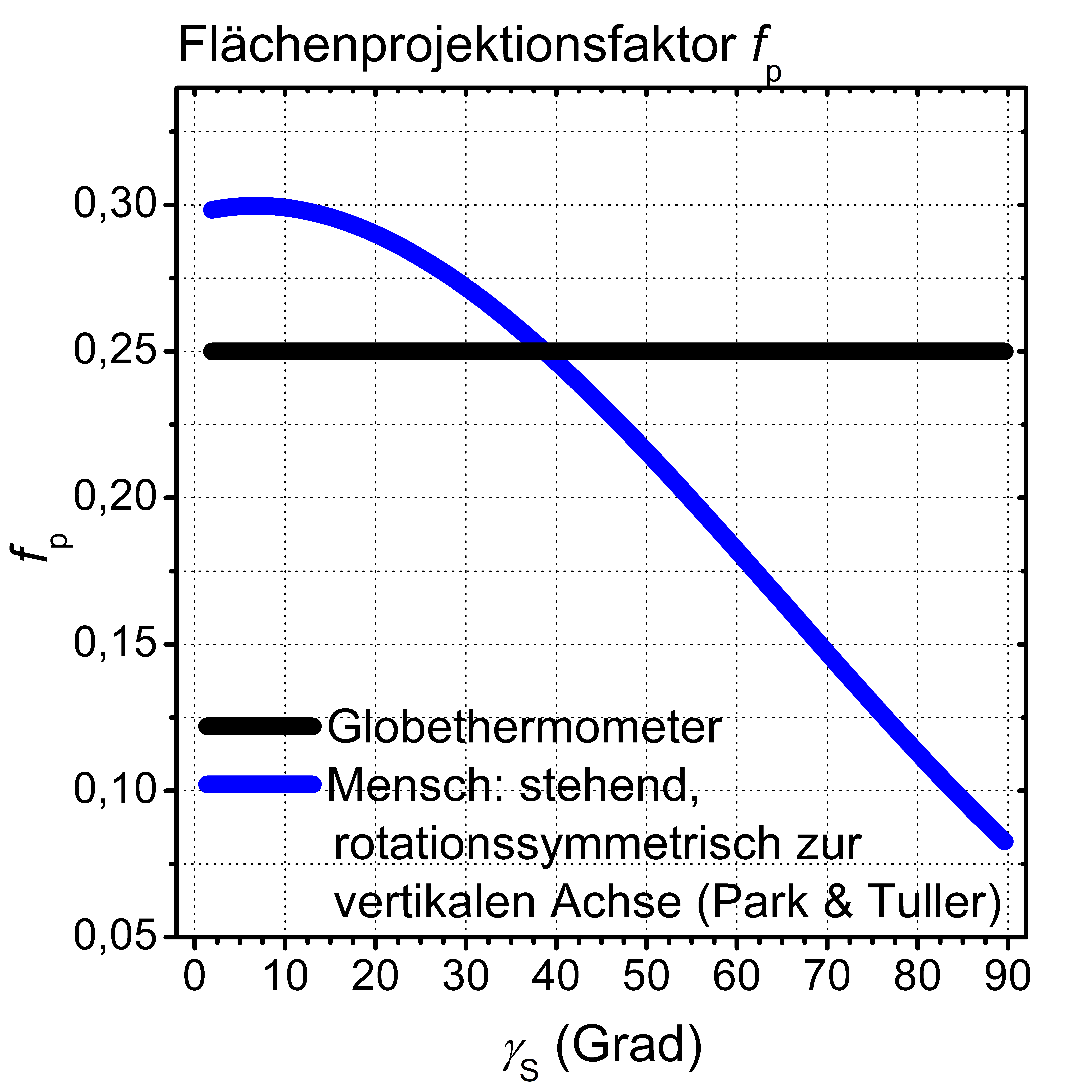
Flächenprojektionsfaktor: Mensch und Kugel

{\displaystyle T_{\text{mrt}}=\left({\frac {1}{\sigma _{\mathrm {SB} }}}\cdot \left(0{,}5\cdot \left(E_{\mathrm {A} }+E_{\mathrm {E} }\right)+{\frac {\alpha _{\mathrm {ir,sw} }}{{\varepsilon }_{\mathrm {p} }}}\cdot \left(0{,}5\cdot \left(E_{\mathrm {R} }+\left(1-f_{\mathrm {cs} }\right)\cdot E_{\mathrm {D} }\right)\right)+f_{\mathrm {p} }(\gamma _{\mathrm {s} })\cdot \left(E_{\mathrm {I} }+f_{cs}\cdot {\frac {E_{\mathrm {D} }}{\sin(\gamma _{\mathrm {s} })}}\right)\right)\right)^{0{,}25}}
Da die Globalstrahlung {\textstyle E_{\mathrm {G} }=E_{\mathrm {D} }+\sin(\gamma _{\mathrm {s} })\cdot E_{\mathrm {I} }} ist, kann {\textstyle E_{\mathrm {I} }} auch aus {\textstyle E_{\mathrm {G} }} und {\textstyle E_{\mathrm {D} }} abgeleitet werden, die häufiger gemessen vorliegen. Als Referenzperson wird in der Human-Biometeorologie eine aufrechtstehende Person angenommen, die rotationssymmetrisch zu ihrer vertikalen Achse und damit unabhängig vom Azimut {\displaystyle \varphi } der Sonne ist. Der Flächenprojektionsfaktor {\textstyle f_{\mathrm {p} }(\gamma _{s})} ist dann:
{\displaystyle f_{\mathrm {p} }=0{,}298+8{,}34\cdot 10^{-4}\cdot \gamma _{\mathrm {s} }-6{,}46\cdot 10^{-5}\cdot \gamma _{\mathrm {s} }^{2}+3{,}01\cdot 10^{-7}\cdot \gamma _{\mathrm {s} }^{3}}
Die Modelle der numerischen Wettervorhersage geben üblicherweise {\textstyle E_{\mathrm {G} }}, {\textstyle E_{\mathrm {R} }} (bzw. die Albedo des Untergrunds), z. T. auch {\textstyle E_{\mathrm {D} }} sowie die langwellige Strahlungsbilanz {\textstyle E_{\mathrm {A} }-E_{\mathrm {E} }} aus, so dass sich mit geringem Aufwand auch numerische Vorhersagen von {\textstyle T_{\mathrm {mrt} }} ableiten lassen.
Wenn die Umgebung einer Person uneinheitlich ist, z. B. in einer Straßenschlucht mit Himmelsausschnitt (Sky View Factor), besonnten und beschatteten Gebäudewänden und Straße, dann ist das Messergebnis {\textstyle E_{\mathrm {p} }} aus den die Person völlig umschließenden Teilflächen {\displaystyle i=1-\mathrm {n} }, die jeweils örtlich Lambert äquivalent mit {\textstyle M_{\mathrm {i} }} ausstrahlen:
{\displaystyle E_{\mathrm {p} }=\textstyle \sum _{i=1}^{\mathrm {n} }\displaystyle F_{\mathrm {p} -i}\cdot M_{i}}Im kurzwelligen aus dem oberen Halbraum gilt dann z. B. {\textstyle E_{\mathrm {p} }=E_{\mathrm {G} }}. Ist {\textstyle E_{\mathrm {I} }} zusätzlich bekannt, ergibt sich {\textstyle T_{\mathrm {mrt} }} aus der obigen Formel.
Im Falle eines geschlossenen Innenraums, in dem einfallende solare Strahlung vernachlässigbar ist, folgt unmittelbar über das Stefan-Boltzmann-Gesetz und den jeweils einheitlichen Temperaturen {\textstyle T_{i}} der Teilflächen:
{\displaystyle T_{\mathrm {mrt} }={\bigl (}\textstyle \sum _{i=1}^{\mathrm {n} }F_{\mathrm {p} -i}\cdot T_{i}^{4}\displaystyle {\bigr )}^{0{,}25}}
Die Genauigkeit der Ableitung von {\textstyle T_{\mathrm {mrt} }} aus gemessenen Wandtemperaturen {\textstyle T_{i}} kann jedoch durch Wasserdampfabsorption in der Raumluft begrenzt sein, besonders wenn eine Wandtemperatur stärker von der Lufttemperatur abweicht. Bei z. B. Raumtemperatur von 20 °C und Luftfeuchte von 50 % verändert die Wasserdampfabsorption die von den Wänden ausgehende und die Person ungeändert erreichende thermische Strahlung schon bei Distanzen bis zur Person von 10 bis 20 m signifikant.
In einem Innenraum erleichtert ein kartesisches Koordinatensystem die Berechnung der {\textstyle F_{\mathrm {p} -i}}. Die Koordinatentransformation erfolgt aus der Form {\textstyle F_{{\mathrm {p} -}(\theta ,\varphi )}=f_{\mathrm {p} }\cdot \cos(\theta )\cdot \Omega _{0}/(\mathrm {\mathrm {\pi } } \cdot r^{2})} für den Sichtfaktor. Die notwendige dreidimensionale Integration über die Flächen kann numerisch berechnet oder der Sichtfaktor aus Diagrammen/Tabellen abgeleitet werden.

### Passive Strahlungsmessungen (Globethermometer)
{\textstyle T_{\mathrm {mrt} }} kann prinzipiell indirekt aus der Energiebilanz eines Messsystems erschlossen werden, das von Konvektion, Wärmeleitung und Strahlung beeinflusst wird. Der Messwert ist ableitbar, wenn das System im dynamischen Gleichgewicht mit der Umgebung ist. Verwendung findet das Globethermometer, Messwert ist die Globetemperatur {\textstyle T_{\mathrm {g} }}. Das Globethermometer besteht aus einer zumindest außen geschwärzten ({\textstyle \alpha _{\mathrm {ir} ,\mathrm {sw} }\sim 0{,}95}) Hohlkugel aus Kupfer mit einem Durchmesser von {\textstyle d_{\mathrm {g} }=0{,}15\ \mathrm {m} }, in deren Zentrum sich ein herkömmliches Thermometer befindet. Zusätzlich müssen gemessen in Höhe des Globethermometers vorliegen: Lufttemperatur {\textstyle T_{\mathrm {a} }} und Windgeschwindigkeit {\textstyle v_{\mathrm {a} }\ \mathrm {m/s} }. Dann ist {\textstyle T_{\mathrm {mrt{,}Tg} }} gegeben durch:
{\displaystyle T_{\mathrm {mrt{,}Tg} }\approx {\Bigl (}T_{\mathrm {g} }^{4}+{\frac {6{,}3}{{\sigma }_{\mathrm {SB} }\cdot \varepsilon _{\mathrm {g} }}}\cdot {\frac {v_{\mathrm {a} }^{3}}{d_{\mathrm {g} }^{0{,}4}}}\cdot {\bigl (}T_{\mathrm {g} }-T_{\mathrm {a} }{\bigr )}{\Bigr )}^{0{,}25}}{\textstyle \varepsilon _{\mathrm {g} }=0{,}95} ist der langwellige Emissionsgrad der Kugel.

## Bewertung der Ergebnisse aus aktiven und passiven Strahlungsmessungen
Wegen der signifikanten Unterschieden in {\textstyle \alpha _{\mathrm {ir} ,\mathrm {sw} }} ist {\textstyle T_{\mathrm {mrt{,}Tg} }} unter Einfluss auch kurzwelliger Strahlung grundsätzlich und signifikant gegen {\textstyle T_{\mathrm {mrt} }}aus aktiver Messung erhöht. Kugelform gegen aufrechte Körperhaltung führt sekundär zu höheren Werten von {\textstyle T_{\mathrm {mrt{,}Tg} }} bei {\textstyle \gamma _{\mathrm {s} }} > ca. 32° und umgekehrt.
Globethermometer aus Acryl (Tischtennisball) sind wegen der gegen Kupfer sehr viel geringeren Wärmeleitfähigkeit ungeeignet, da sie Temperaturunterschiede bei asymmetrischer Einstrahlung nicht ausreichend rasch ausgleichen können. Sommerlich intensive kurzwellige Strahlung führt zu einer verstärkten Asymmetrie der auf die Kugel einfallenden Strahlung. Trotz guter Wärmeleitung bedingt dies auch in einer Kupferkugel intern eine asymmetrische Ausgleichsströmung, so dass das Thermometer im Kugelzentrum nicht mehr die mittlere Temperatur der Kugeloberfläche repräsentiert.
{\textstyle T_{\mathrm {mrt{,}Tg} }} ist deshalb als Eingangsgröße für die Modellierung der Energiebilanz des Menschen aus Messungen höchstens in Innenräumen geeignet.